# Svrchovanost lidu
Svrchovanost lidu znamená, že moc pochází od ovládaných, ne od vládců. Svrchovanost lidu vychází z ideje, že veškerá zákonitá moc pochází od lidí, kterým se vládne, a ne z nějakého božského či jiného externího zdroje. Idea svrchovanosti lidu má úzkou souvislost s ideou společenské smlouvy mezi lidmi a jejich vládou, jak ji zformovali osvícenští filozofové Thomas Hobbes, John Locke a Jean-Jacques Rousseau. Její podstatou je, že lidé se podřídí moci výměnou za ochranu osobní bezpečnosti, svobody a majetku, kterou jim poskytnou vládci. Pokud vládci zneužijí svou moc, lid má právo povstat proti nim. Teoreticky je v souladu se svrchovaností lidu jakákoliv forma vládnutí, v níž vládce nebo vládnoucí elita spravují stát v zájmu lidu a s jeho souhlasem. Dokonce - také teoreticky - ve prospěch lidu může vládnout i absolutní diktatura. Svého času se to nazývalo osvícenský absolutismus, případně blahovolná diktatura. Dnes se však myšlenka svrchovanosti lidu pevně spojuje zejména s pojmy zastupitelská demokracie a ústavní vláda - právě ony jsou zárukou podpory osob představiteli, které si sami zvolili.
Většina novodobých vlád tvrdí, že zdrojem jejich legitimity je podpora lidu, a to i tehdy, není-li k dispozici žádná procedura, která by lidem zajišťovala účinnou kontrolu nad těmi, kdo jim vládnou. Ve 20. století například mnozí latinskoameričtí diktátoři (podobně i novodobá vojenská diktatura v Barmě) dokazovali, že jejich způsob vlády byl v souladu s nejlepšími zájmy občanů a jejich jménem.